# Sundered Ties
Sundered Ties est un film muet américain réalisé par Francis Ford et sorti en 1912.

## Fiche technique
- Réalisation : Francis Ford
- Date de sortie :  États-Unis : 18 septembre 1912

## Distribution
- Francis Ford
- Rodd Redwing
- Jack Conway
- Grace Cunard
- J. Barney Sherry
- Ethel Grandin
- Frank Dayton